# Clydach-Vale-Stausee
Koordinaten: 51° 37′ 30″ N, 3° 28′ 48″ W

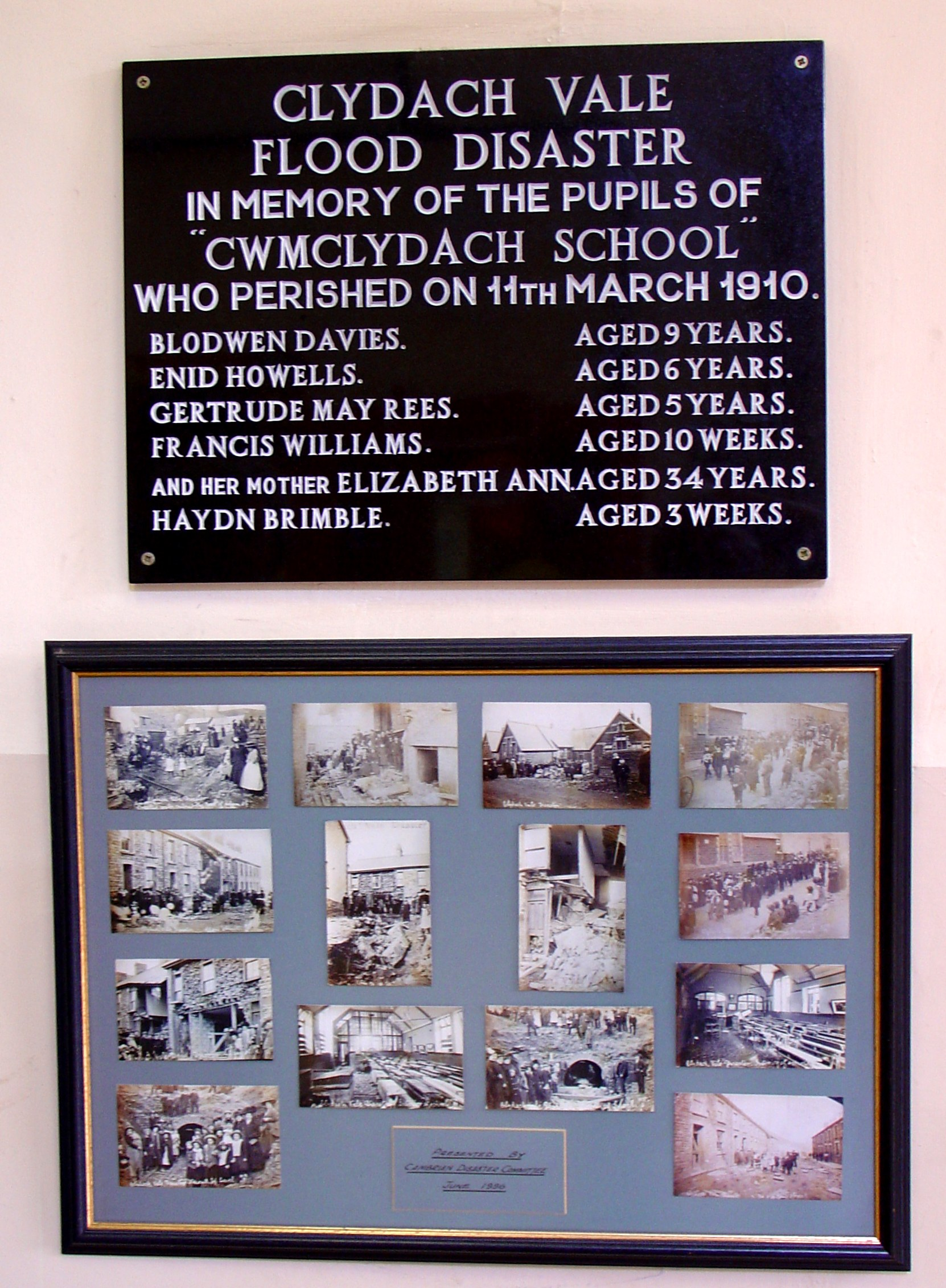
Gedenktafel und Fotomontage an der Clydach-Vale-Schule

Der Clydach-Vale-Stausee ist bzw. war ein Stausee in einem Nebental des Flusses Rhondda in Glamorganshire, Wales, Großbritannien. Er gehörte zu einer aufgegebenen Kohlenmine. Im Jahr 1910 ereignete sich hier ein Dammbruch, durch den es bis zu acht Tote gab.

## Das Unglück
Am 11. März 1910 um vier Uhr nachmittags brach der Staudamm und verursachte eine Flutwelle aus Wasser, Schlamm und Steinen in dem Ort Clydach Vale, durch die nach verschiedenen Angaben sechs oder acht Menschen ums Leben kamen. Davon waren die meisten Kinder. Viele wurden auch gerettet, unter anderem mehr als 900 Kinder der Clydach-Vale-Schule. Sie wurden über eine Mauer am Spielplatz und durch die Fenster des Gebäudes nach draußen in Sicherheit gebracht. Dabei halfen viele Bergarbeiter, die gerade Schichtende hatten. Von den Schulkindern kamen drei ums Leben (Blodwen Davies, neun Jahre, Enid Howells, sechs Jahre und Gertrude Rees, fünf Jahre). Weitere Tote gab es in der Adams Street mit Elizabeth Ann Williams, ihrer zehn Wochen alten Tochter Francis und Haydn Brimble.
Elf Häuser und das Geschäft eines Schuhmachers wurden zerstört.
Die Flut transportierte auch große Steinblöcke bis hin zu der Eisenbahnlinie, die das Rhondda-Tal durch den Blaengwynte-Tunnel mit Swansea verbindet. Der Eisenbahnverkehr war stundenlang unterbrochen. Die Flutwelle ergoss sich danach in die Rhondda, einen Zufluss des River Taff.
2010, einhundert Jahre danach, wurde an der Schule eine Tafel mit den Namen der Opfer angebracht.